# Mikwe Jisra’el
Mikwe Jisra’el (hebr. מקוה ישראל; pol. Nadzieja Izraela) – wieś edukacyjna położona w granicach administracyjnych miasta Holon, w Dystrykcie Tel Awiwu w Izraelu. Leży na równinie Szaron nad Morzem Śródziemnym, w zespole miejskim Gusz Dan.

## Położenie
Wieś położona jest na kontynencie azjatyckim, na nadmorskiej równinie Szaron (32°01′48″N 34°46′57″E/32,030000 34,782500).
Z powodu rozwoju Holonu i obszaru metropolitalnego Gusz Dan nie istnieją wyraźne granice pomiędzy Mikwe Jisra’el a położonym na południu Holonem. Graniczy od północy z Tel Awiwem, od południa i zachodu z Holonem, od wschodu z miasteczkiem Azor.

## Środowisko naturalne
Wioska powstało na stosunkowo mało żyznych gruntach.

### Klimat
Mikwe Jisra’el ma klimat śródziemnomorski, charakteryzujący się gorącymi i wilgotnymi latami oraz chłodnymi i deszczowymi zimami. Wiosna rozpoczyna się w marcu, a w drugiej połowie maja rozpoczyna się lato. Średnia temperatura latem wynosi 26°C, a zimą 12 °C (średnia z lat 1988–2000). Opady śniegu są rzadkością, ale zdarzają się spadki temperatury do 5 °C. Największe opady deszczu występują pomiędzy październikiem a kwietniem. Suma rocznych opadów atmosferycznych wynosi 530 mm.

## Historia
W 1870 Wolf Kalischer (syn Cwi Hirsz Kaliszera) wydzierżawił od tureckiego sułtana ziemię położoną na południowy wschód od miasta portowego Jafa. Na tych 750 akrach Charles Netter z organizacji francuskich Żydów Alliance Israélite Universelle założył 15 lutego 1870 pierwszą żydowską szkołę rolniczą w Palestynie. Netter stosował pionierskie metody nauczania technik rolniczych. Baron Edmond James de Rothschild przyczynił się do utrzymania szkoły, która umożliwiła około 10 tys. żydowskich pionierów osiedlenie w Ziemi Izraela.
W 1884 utworzono winnicę, w 1894 rozpoczęto uprawę pomarańczy i zasadzono eukaliptusy.
W 1898 przywódca ruchu syjonistycznego Theodor Herzl spotkał się przy wjeździe do Mikwe Jisra’el z cesarzem Prus Wilhelmem II.
Podczas wojny domowej w Mandacie Palestyny w 1948 teren szkoły był bazą i ośrodkiem szkoleniowym żydowskiej organizacji militarnej Hagana. Znajdowały się tutaj warsztaty produkujące broń dla potrzeb członków Hagany. Nauczyciele uczyli wówczas sposobów walki i obrony żydowskich osiedli. Podczas wojny izraelsko-arabskiej w 1948 ponad 200 uczniów szkoły zginęło w walkach z Arabami.
Po wojnie szkoła specjalizowała się w przygotowaniu dzieci emigrantów do pracy oraz życia w rolniczych osadach w Izraelu.

### Nazwa
Nazwa szkoły została zaczerpnięta z dwóch wersetów biblijnych pochodzących z Księgi Jeremiasza 14:8

Nadziejo Izraela, Panie, jego Zbawco w chwilach niepowodzeń,
dlaczego jesteś jak obcy w kraju, jak podróżny, który się zatrzymuje tylko by przenocować?

i Księgi Jeremiasza 17:13

Nadziejo Izraela, Panie!
Wszyscy, którzy Cię opuszczają, będą zawstydzeni
Ci, którzy oddalają się od Ciebie, będą zapisani na ziemi, bo opuścili źródło żywej wody.

## Edukacja i nauka
Obecnie szkoła Mikwe Jisra’el naucza agronomii i rolnictwa.

## Turystyka
Stowarzyszenie Ochrony Miejsc Dziedzictwa Izraela (ang. The Society for Preservation of Israel Heritage Sites) utworzyło na terenie szkoły centrum informacji oraz ośrodek prezentujący historię Mikwe Jisra’el.

## Transport
Wzdłuż północno-zachodniej granicy wioski przebiega autostrada nr 20  (Riszon le-Cijjon-Riszpon), a wzdłuż granicy północnej przebiega droga ekspresowa nr 44  (Holon-Eszta’ol), brak jednak możliwości bezpośredniego wjazdu na nie. Ze wsi wyjeżdża się na południe do Holonu.